# Марин Санудо
Марин Санудо (оригиналният вариант на името на венецианското наречие е Marin Sanudo, а италианизираната форма е Marino Sanuto) е венециански историк и сенатор. Неговите дневници дават изключително ценни сведения за историята на Република Венеция, както и за завладяването на Неапол от френския крал Шарл VIII.

## Биография
Марин Санудо произхожда от много стар лангобардски род – Санудо са сред основателите на Венецианската република. Неговият баща е сенаторът Леонардо Санудо, който умира през 1476 г., оставяйки сирак десетгодишния Марин. Малко след това Марин губи и фамилното богатство, тъй като настойникът му взимал погрешни финансови решения.
На двадесет години Марин Санудо е избран за член на Големия съвет на Венеция, а през 1498 г. става сенатор. Получава достъп до тайните архиви на републиката и самият той събира голяма библиотека от ръкописи, редки книги и рисунки. Документира историята на Венеция, но в даден момент тази задача е поверена на дипломата и оратор Андреа Наваджеро (който впрочем така и не изпълнява тези си задължения), а след смъртта на Наваджеро през 1529 г. Санудо изпитва още по-голямо унижение, тъй като отново е пренебрегнат за сметка този път на Пиетро Бембо. Едва през 1531 г. сенатът най-накрая признава големите усилия на Санудо и му отпуска ежегодна пенсия от 150 златни дукати. Пет години по-късно, през 1536 г., Марин Санудо умира.